# Marcel-François Astier
Pour les articles homonymes, voir Astier.
Marcel-François Astier, couramment appelé Marcel Astier, né le 7 janvier 1885 à Privas (Ardèche) et mort le 21 septembre 1947 à Soyons (Ardèche), est un homme politique français.

## Biographie
Fils du député François Astier, Marcel-François Astier fait des études de médecine (jusqu'au doctorat) et de droit (jusqu'à la licence). Il exploite ensuite le vignoble familial et milite dans le syndicalisme agricole républicain. Il devient ainsi président de la Société départementale d'encouragement à l'agriculture, puis membre du Conseil supérieur de l'agriculture, et membre du Comité national de sériciculture.
En 1919, il est élu maire de Soyons, puis, en 1924, député (radical) de l'Ardèche sur une liste du Cartel des gauches (radicaux et socialistes), mais siège au sein du groupe de la Gauche radicale, émanation parlementaire des Radicaux indépendants, proches du centre. De 1924 à 1925, il est membre de la commission d'Agriculture et de la commission des Boissons. Il est rapporteur pour avis de la loi étendant la loi de 1898 sur les accidents du travail aux exploitations agricoles. De 1926 à 1927, il appartient à la commission des Finances, tout en continuant à porter son intérêt sur les questions agricoles. Battu en 1928, après le rétablissement du scrutin majoritaire d'arrondissement, il est élu sénateur dix ans plus tard.
Le 10 juillet 1940, il est parmi les quatre-vingt parlementaires qui votent contre les pleins pouvoirs à Philippe Pétain. Il prononce alors cette parole célèbre : « Vive la République quand même ! » Il s'engage ensuite dans la Résistance et reconstitue, dans la clandestinité, le Parti radical ardéchois. Il rejoint Londres en 1943. Le 7 novembre de cette année, il entre à l'Assemblée consultative provisoire. Il devient président de la commission d'Agriculture, et participe aux projets pour la France rurale d'après la Libération. Il participe aussi aux travaux visant à organiser les pouvoirs publics après les débarquements alliés.
Il préside la Caisse nationale du Crédit Agricole de mars 1945 à sa mort. Il est remplacé à ce poste par Henri Queuille.
Il est l'un des artisans de la création du Rassemblement des gauches républicaines, dont il devient brièvement le premier président en 1946.
Candidat à l'Assemblée nationale constituante, sa liste n'obtient pas assez de voix pour être élu. Il se retire alors de la vie politique et meurt à son domicile.
Il n'a aucun lien de parenté avec Placide Astier qui donna son nom à la loi du 25 juillet 1919 dite « loi Astier ».

## Sources
- « Marcel-François Astier », dans le Dictionnaire des parlementaires français (1889-1940), sous la direction de Jean Jolly, PUF, 1960 [détail de l’édition]
- Pierre Miquel, Les quatre-vingts, éd.Fayard, 1995, 330 p. (ISBN 978-2-21359-416-3).
- Jean Odin, Les Quatre-vingts, FeniXX réédition numérique, 1996, 232 p. (ISBN 978-2-40207-154-3)
- Site du Sénat
- Fiche biographique sur le site du Sénat